# Попова, Алина Алексеевна
Алина Алексеевна Попова (род. 17 апреля 2005, с. Дубовское, Ростовская область) — российская волейболистка, нападающая-доигровщица. Мастер спорта России (2022).

## Биография
Волейболом начала заниматься в СШОР № 2 города Волгодонска Ростовской области. 1-й тренер —М.В.Дердиященко. В 2020 году приглашена в Череповец и на протяжении двух сезонов выступала за «Северянку»-2 (с 2021 — «Смена») сначала в высшей лиге «Б», а затем в высшей лиге «А» чемпионата России.
В 2022 году заключила контракт с французским «Волеро Ле-Канне», в составе которого в 2023 стала чемпионкой Франции. В ноябре 2024 на правах аренды перешла в московское «Динамо», а после окончания сезона вернулась во Францию. 
С 2020—2021 выступала за юниорскую сборную России, с которыми в 2020 году выиграла «золото» чемпионата Европы среди девушек, а в 2021 — «золото» чемпионата мира среди девушек. 
12 декабря 2022 года приказом Министерства спорта Российской Федерации Алине Поповой присвоено звание «Мастер спорта России».

### Клубная карьера
- 2020—2022 —  «Северянка»-2/«Смена» (Череповец) — высшие лиги «Б» и «А»;
- 2022—2024 —  «Волеро Ле-Канне» (Ле-Канне) — Лига «А»;
- с 2024 —  «Динамо» (Москва) — суперлига.

## Достижения

### Клубные
- чемпионка Франции 2023.
- обладатель Суперкубка Франции 2023.

### С юниорской сборной России
- чемпионка мира среди девушек 2021.
- чемпионка Европы среди девушек 2020.